# Puma SE
PUMA é uma empresa alemã de equipamentos desportivos, fundada em 1948 pelo empresário alemão Rudolf Dassler, com sede em Herzogenaurach, Alemanha.

## História
A empresa surgiu através da separação da Gebrüder Dassler Schuhfabrik, uma antiga fábrica de calçados de pano criada por Rudolf e seu irmão Adolf Dassler (fundador da também alemã Adidas) em 1924. No ano de 1924 dois irmãos, Adolf (apelido Adi) e Rudolf (apelido Rudi) Dassler, criaram uma pequena empresa de calçados de pano, a Gebrüder Dassler Schuhfabrik. Aos poucos a produção começou a crescer e fornecer sapatos para atletas olímpicos. O atleta Jesse Owens, nas Olimpíadas de Berlim, 1936, começou a mostrar o trabalho dos irmãos alemães ao mundo.

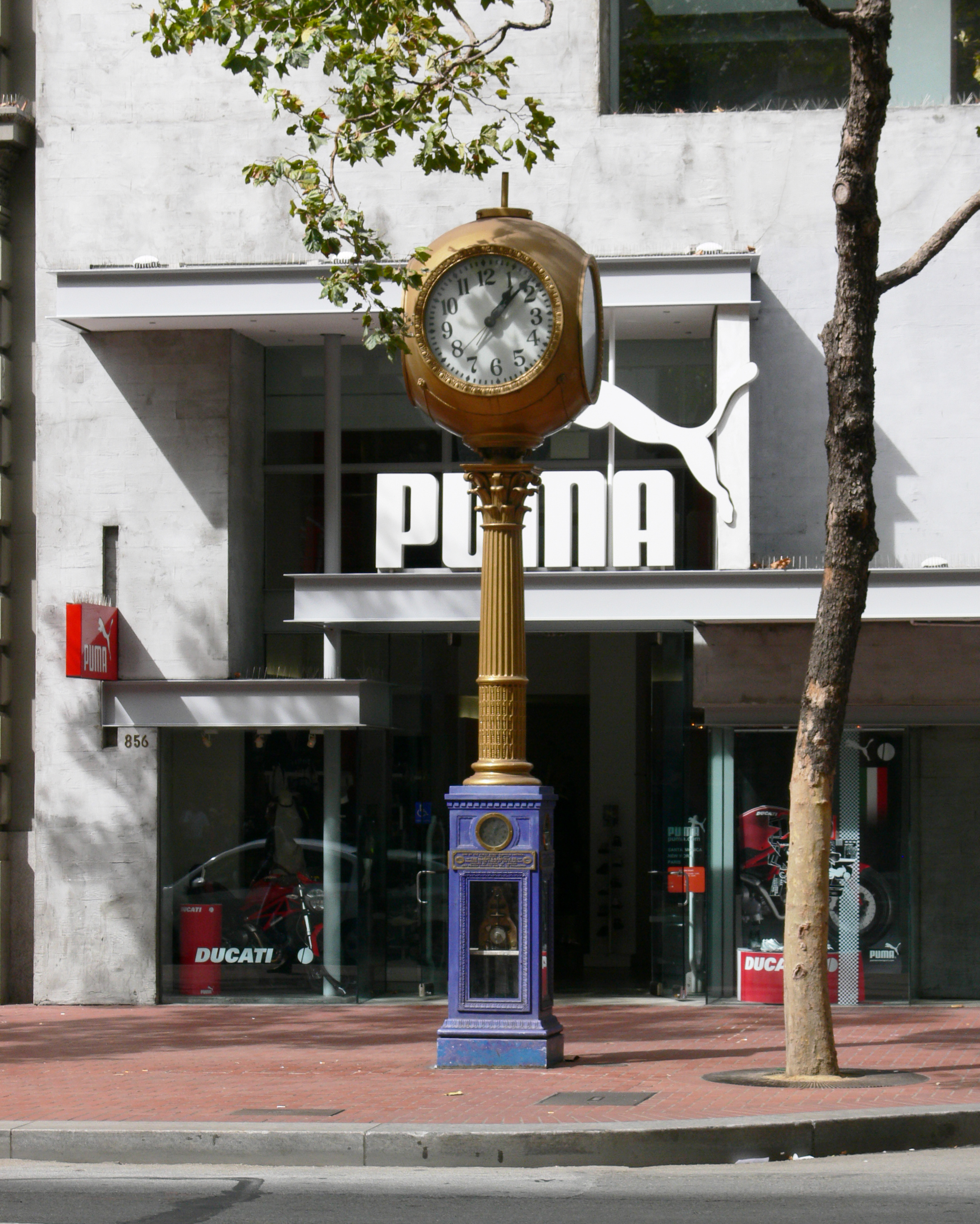
Uma Loja da Puma em São Francisco (Califórnia).

A empresa mostrava um desenvolvimento rápido, numa velocidade que fez com que os irmãos buscassem seus próprios lucros, ou seja, se separaram. No ano de 1948, Adi Dassler fundou a Adidas enquanto Rudolf criou a Puma Fábrica de Sapatos Rudolf Dassler. Um ano após a divisão da empresa, Rudolf mudou a sede da empresa para Herzogenaurach, cidade próxima do grande centro Nuremberg.
As chuteiras Puma, que calçavam Pelé, fizeram grande sucesso nas Copas do Mundo das décadas de 60 e 70, fazendo com que a empresa entrasse de vez no mercado de fornecedores de materiais de desporto. Para mudar sua política monetária e obter lucros mais altos, a marca tornou-se muito conhecida em países do continente Europeu, Asiático e Oceânico. A abertura da empresa para o mercado global foi boa, mas não mostrava segurança financeira. O que não se esperava com essa expansão global era uma crise, que estourou logo no ano de 1993. Nike e Adidas melhoravam cada vez mais seus produtos e ganhavam de vez o consumidor, enquanto a Puma enfrentava uma forte desvalorização de seus produtos que não acompanhavam a novas tendências. Em menos de três anos,1991 a 1993, três presidentes foram embora. A empresa teve de demitir 50% de seu pessoal na Alemanha, enquanto mais 36% perdiam seu emprego ao redor do mundo. A marca conseguiu dar a volta por cima com o presidente Jochen Zeitz, que exigiu uma melhora no design e qualidade de seus produtos. O Ano de 1994 talvez seja o mais importante para fábrica, já que foi o primeiro em que teve um saldo positivo desde sua entrada no Mercado de Ações: lucro de 25 milhões de Euros. Em 1997 uma fornecedora cinematográfica estadunidense Monarchy Regency Enterprises adquiriu 25% da Puma, e se tornando o maior acionista da empresa. Dessa forma a Puma atingia a América e conseguindo o direito da National Football League, NFL, passou a distribuir o uniforme para 13 equipes do esporte mais popular dos Estados Unidos, o Futebol Americano. Não demorou muito para conseguir a liberação da NBA, e fornece uniformes para nove equipes de outro desporto conhecido na terra norte-americana, o basquete.
Desde o ano de 2004, a logo marca encontra na África um novo investimento. A maioria das delegações africanas são patrocinadas pela Puma. Isso faz com que a Puma S.A. atinja os cinco continentes.
Longe dos relvados e quadras, a Puma não deixa a desejar. No atletismo diversos atletas testam seus limites com acessórios da marca, mas a grande aposta da empresa é a Fórmula 1, já que as grandes equipes, como Ferrari, Mercedes e Red Bull, também aderem a linha.
- Contratos com estilistas renomeados foram assinados, e cada vez mais a empresa cresce. Coleções esportivas agora dividiam espaço com coleções mais casuais, atingindo do público mais jovem ao mais velho.

Hoje, a Puma se solidifica no mercado e cada vez mais aumenta o número de admiradores da marca. Ano após ano, a fábrica consegue fazer seus lucros chegarem a casa dos bilhões.

## Fornecimento e patrocínio

### Atletismo
A Puma fornece material e patrocínio a diversos times de atletismo, com destaque para a Jamaica. O velocista principal da ilha caribenha, o recordista mundial Usain Bolt, tem contrato no valor de 1,5 milhão de dólares.

### Futebol
Há muitos anos a Puma começou investir no mercado futebolístico.
Foi a empresa que distribuiu equipamentos para o maior número de seleções do Mundial de 2006: Itália, Suíça, Polônia, República Checa, Tunísia, Costa do Marfim, Gana, Angola, Togo, Arábia Saudita e Irão.
O primeiro jogador a ser patrocinado pela equipa foi Edson Arantes do Nascimento, Pelé, considerado pela FIFA e por muitos o melhor jogador de todos os tempos.
Em uma partida de futebol na copa do mundo de 1970, o gênio brasileiro pediu para que o árbitro paralisasse o jogo antes do início da partida, para que pudesse amarrar suas chuteiras. Com o pedido realizado Pelé amarrou suas novas chuteiras da Puma, e a televisão focou por trinta segundos esse ato que foi assistido por cerca de 200 milhões de pessoas em todo o mundo pela televisão.
As antigas estrelas Diego Maradona, Eusébio, Johan Cruijff, Enzo Francescoli, Lothar Matthäus, Kenny Dalglish, Didier Deschamps, Hristo Stoichkov, Rudi Völler e Paul Gascoigne usaram igualmente chuteiras da Puma.
Actualmente a empresa ainda patrocina grandes jogadores mundiais. Suas grandes apostas são os goleiros Gianluigi Buffon, Jan Oblak e Weverton, os defensores Varane, Chiellini e Harry Maguire, os meias Fernandinho, David Silva e Nenê  e os atacantes Neymar, Agüero, Marco Reus, Griezmann e Giroud.
Quando se fala em seleções, hoje a Puma é fornecedora das seleções de Áustria, Egito, Marrocos, Suíça, Tcheca, Uruguai, Paraguai, Senegal e Costa do Marfim são outros exemplos de fortes seleções que levam o felino estampado no peito.
Ainda no futebol, fornece material para grandes clubes do Mundo, na Europa para clubes como o Milan, Olympique de Marseille, Manchester City, Borussia Dortmund, Borussia Mönchengladbach, PSV e Valencia. Na América Latina fornece  para clubes como Bahia, Palmeiras, Peñarol, Independiente, Chivas Guadalajara, Monterrey e LDU Quito.

#### Seleções
- Áustria
- Costa do Marfim
- Egito
- Gabão
- Gana
- Guiné
- Islândia
- Malásia
- Marrocos
- Nova Zelândia
- Paraguai
- Portugal
- Senegal
- Suíça
- Tchéquia
- Togo

#### Clubes
África do Sul
- Mamelodi Sundowns
- Jomo Cosmos

Alemanha
- Borussia Dortmund
- Borussia Mönchengladbach
- FSV Zwickau
- Greuther Fürth
- Hallescher
- Holstein Kiel
- RB Leipzig
- St. Pauli
- SV Sandhausen
- VfL Osnabrück
- Viktoria Köln

Arábia Saudita
- Al-Hilal

Argentina
- Independiente

Austrália
- Melbourne City

Áustria
- Floridsdorfer AC
- Red Bull Salzburg
- SK Rapid Wien
- SKU Amstetten
- SV Mattersburg

Brasil
- Bahia
- Palmeiras
- Red Bull Bragantino

Bolívia
- Bolívar
- Wilstermann

Cazaquistão
- Irtysh Pavlodar

Chile
- Universidad Católica

Chipre
- AEK Larnaca
- Apollon Limassol

Coreia do Sul
- Pohang Steelers
- Suwon Samsung Bluewings

Dinamarca
- Hobro IK
- Randers FC

Egito
- Pyramids FC

Emirados Árabes Unidos
- Al-Jazira

Equador
- LDU Quito

Espanha
- Alavés
- Girona
- Valencia

Estados Unidos
- New Mexico United

Finlândia
- Honka
- IFK Mariehamn
- KuPS
- RoPS
- TPS
- VPS

França
- Amiens
- Les Herbiers
- Lens
- Nancy
- Nîmes
- Olympique de Marseille
- Rennes
- Troyes

Geórgia
- Dinamo Batumi
- Dinamo Tbilisi

Grécia
- OFI

Hungria
- Újpest

Ilhas Faroe
- EB/Streymur
- NSÍ Runavík

Índia
- Bengaluru
- Mumbai City

Inglaterra
- AFC Wimbledon
- Barnsley
- Blackpool
- Derby County
- Manchester City
- Oxford United
- Peterborough United
- Plymouth Argyle
- Rotherham United
- Southampton
- Swindon Town
- Tranmere Rovers
- Wigan Athletic

Irlanda
- Galway United

Irlanda do Norte
- Cliftonville

Itália
- Milan
- Palermo
- Parma
- Sassuolo

Japão
- Azul Claro Numazu
- Gainare Tottori
- Kawasaki Frontale
- Oita Trinita
- Roasso Kumamoto
- Shimizu S-Pulse

México
- Chivas Guadalajara
- Monterrey

Noruega
- HamKam
- Lillestrøm
- Strømsgodset IF

País de Gales
- CPD Llanfairpwl FC

Países Baixos
- Groningen
- PSV

Paraguai
- Cerro Porteño
- Libertad

Peru
- Sporting Cristal

Polônia
- Cracovia
- Korona

Portugal
- Braga
- Rio Ave

República Dominicana
- Cibao

República Tcheca
- Slovácko
- Teplice

Romênia
- Universitatea Craiova

Rússia
- Chayka Peschanokopskoye
- Dinamo Moskva
- Khimki
- Krylya Sovetov
- Rostov

Suécia
- AFC Eskilstuna
- Akropolis IF
- BK Häcken
- Halmstads
- Helsingborgs IF
- IFK Värnamo
- IK Frej
- Jönköpings Södra
- Ljungskile SK
- Malmö FF
- Mjällby AIF
- Örebro SK

Suiça
- Grasshopper

Turcomenistão
- FK Altyn Asyr

Turquia
- Galatasaray
- İstanbul Başakşehir
- Kasımpaşa

Ucrânia
- Metalist 1925
- Shakhtar Donetsk

Uruguai
- Montevideo City Torque
- Peñarol

Venezuela
- Zamora

### Jogadores e ex-jogadores
| - Steven Pienaar - Adilton Chicuamanga - Kevin Großkreutz - Mario Gómez - Marco Reus - Roman Weidenfeller - Julien Weigl - Sergio Agüero - Gabriel Heinze - Diego Maradona - Martín Palermo - Julian Alvarez - Aliaksandr Hleb - Alan - Antônio Carlos - Arthur Cabral - Bolívar - Dante - Dudu Cearense - Fernando Menegazzo - Fábio Costa - Neymar - Gilberto Silva - Guilherme - Jadson Alves - Jadson - Marta - Moisés - Neilton - Pelé - Rafael Cabral | - Xandão - Thomás Bedinelli - Samuel Eto'o - Marcos González - Falcao García - Aruna Dindane - Emmanuel Eboué - Kader Keïta - Yaya Touré - Mikel Arteta - Héctor Bellerín - Santi Cazorla - Diego Capel - Cesc Fàbregas - Joaquín Sánchez - Josemi - Nicolas Anelka - Gael Clichy - Olivier Giroud - Thierry Henry - Robert Pirès - Bacary Sagna - Antoine Griezmann - Asamoah Gyan - Ibrahim Afellay - Johan Cruijff - Nigel de Jong | - Adam Lallana - Mario Balotelli - Gianluigi Buffon - Mauro Camoranesi - Antonio Cassano - Giorgio Chiellini - Alessandro Diamanti - Massimo Oddo - Marco Verratti - John Carew - Abel - Eusébio - João Pereira - Raul Meireles - Rui Patrício - Silvestre Varela - Petr Cech - Tomáš Rosický - Nemanja Vidić - Fredrik Ljungberg - Diego Benaglio - Alexander Frei - Stephan Lichtsteiner - Álvaro Pereira - Cristian Rodríguez - Diego Godín - Luis Suárez |

### Equipes de automobilismo e motociclismo
| - BMW Motorsport - Mercedes AMG Petronas - Red Bull Racing - Scuderia Ferrari |

### Games
- Natus Vincere

Em 18 de fevereiro de 2022, a Puma foi anunciada como patrocinadora das ligas de Free Fire da América Latina. O anúncio foi feito pela Garena, desenvolvedora do jogo virtual. 